# Ilokelesia
Ilokelesia là một chi khủng long, được Coria & Salgado mô tả khoa học năm 2000.